# The Pre-Fix For Death
| Оценки критиков | Оценки критиков |
| Источник        | Оценка          |
| --------------- | --------------- |
| AllMusic        | [ 1 ]           |

«The Pre-Fix For Death» — третий сольный студийный альбом американского рэпера Некро, выпущенный 21 сентября 2004 года на собственном независимом лейбле Psycho+Logical-Records. Пластинка была записана на звукозаписывающей студии Powerhouse Studios в родном городе артиста, Нью-Йорке. Музыкальным и исполнительным продюсером проекта, как и на предыдущих двух альбомах, «Мне нужны наркотики» и «Окровавленные дни», выступил сам Некро. Приглашёнными гостями стали его старший брат Илл Билл, Горетекс, Джейми Джаста, Джон Тарди, Дэнни Диабло, Дэн Лилкер, Мишель "Авэй" Ланжевин, М-р Хайд, Сабак Рэд, Сид Уилсон, Тревор Перес, Шон Мартин, Дженни Кассабиан, Дженни Кренвинкл, а также записи голоса Чарли Мэнсона. Обложка альбома была создана американским художником-иллюстратором Эдвардом Репкой.
На песни «The Pre-Fix For Death» и «Beautiful Music For You To Die To» были сняты музыкальный видеоклипы. Песня «Death Rap» послужит названием пятого сольного студийного альбома артиста, который выйдет в свет 11 сентября 2007 года.

## Композиции
Альбом состоит из 18 студийных треков и семи скитов. В сюжете пластинки Некро придерживается знакомых тем смерти, наркотиков, секса, насилия и жестокости. В отличие от своих предыдущих альбомов, в «The Pre-Fix For Death» Некро объединяет дэт-метал в несколько треков альбома. Это также его первый альбом, в котором рэпер сам играет на живых инструментах на некоторых из песен. Новостной сайт «MetalSucks» описал музыкальное содержание альбома как «идеальное сочетание андеграундного рэпа и дэт-метала старой школы». В одном из интервью, сам Некро отозвался об альбоме, как о «самой брутальной пластинке в мире в жанре хип-хоп».
20 июня 2005 года была выпущена инструментальная версия из 18 минусовок.

## Список композиций
| №                   | Название                                                                                    | Автор(ы)                                                                     | Длительность |
| ------------------- | ------------------------------------------------------------------------------------------- | ---------------------------------------------------------------------------- | ------------ |
| 1.                  | «Intro»                                                                                     | Рон Браунштейн                                                               | 0:43         |
| 2.                  | «Beautiful Music For You To Die To»                                                         | Р. Браунштейн                                                                | 3:22         |
| 3.                  | «The Dispensation Of Life And Death»                                                        | Р. Браунштейн                                                                | 3:22         |
| 4.                  | «Kill That Shit»                                                                            | Р. Браунштейн                                                                | 3:09         |
| 5.                  | «Pre-Fix (Skit)» (при участии Jenny Krenwinkle)                                             | Р. Браунштейн                                                                | 0:51         |
| 6.                  | «The Pre-Fix For Death» (при участии Michel "Away" Langevin)                                | Р. Браунштейн, Мишель "Авэй" Ланжевин                                        | 3:48         |
| 7.                  | «Push It To The Limit» (при участии Джейми Джаста)                                          | Р. Браунштейн                                                                | 3:31         |
| 8.                  | «Reflection Of Children Coming Up In The Grave» (при участии Чарльз Мэнсон)                 | Р. Браунштейн                                                                | 4:24         |
| 9.                  | «'It' (Skit)»                                                                               | Р. Браунштейн                                                                | 1:08         |
| 10.                 | «Insaneology» (при участии Джон Тарди, Шон Мартин и Дэн Лилкер)                             | Р. Браунштейн, Джон Тарди, Шон Мартин, Дэниэл Адам Лилкер                    | 4:49         |
| 11.                 | «Nirvana» (при участии М-р Хайд, Илл Билл и Горетекс)                                       | Р. Браунштейн, Christopher Catenacci, Уильям Браунштейн, Mitchell Manzanilla | 3:32         |
| 12.                 | «86 Measures Of Game»                                                                       | Р. Браунштейн                                                                | 5:16         |
| 13.                 | «Empowered» (при участии Джон Тарди, Тревор Перес, Дэн Лилкер, Michel "Away" Langevin и #0) | Р. Браунштейн, Тарди, Тревор Перес, Лилкер, Ланжевин, Сид Уилсон             | 3:37         |
| 14.                 | «Kid Joe (Skit)»                                                                            | Р. Браунштейн                                                                | 1:21         |
| 15.                 | «Human Consumption»                                                                         | Р. Браунштейн                                                                | 3:53         |
| 16.                 | «Evil Shit»                                                                                 | Р. Браунштейн                                                                | 3:30         |
| 17.                 | «You Did It»                                                                                | Р. Браунштейн                                                                | 3:16         |
| 18.                 | «Rogue (Skit)»                                                                              | Р. Браунштейн                                                                | 0:23         |
| 19.                 | «Death Rap» (при участии Сабак Рэд)                                                         | Р. Браунштейн, John Fuentes                                                  | 3:14         |
| 20.                 | «Watch Your Back» (при участии Дэнни Диабло)                                                | Р. Браунштейн, Дэн Сингер                                                    | 3:03         |
| 21.                 | «Food For Thought»                                                                          | Р. Браунштейн                                                                | 3:42         |
| 22.                 | «Important Statistics (Skit)»                                                               | Р. Браунштейн                                                                | 0:38         |
| 23.                 | «Senseless Violence» (при участии Jenny Cassabian)                                          | Р. Браунштейн                                                                | 3:11         |
| 24.                 | «Push It To The Limit (NYHC Mix)» (при участии Джейми Джаста)                               | Р. Браунштейн                                                                | 3:31         |
| 25.                 | «Outro»                                                                                     | Р. Браунштейн                                                                | 0:10         |
| Общая длительность: | Общая длительность:                                                                         | Общая длительность:                                                          | 1:11:24      |